# 대한민국 민법 제601조
대한민국 민법 제601조는 무이자소비대차와 해제권에 대한 민법 채권법 조문이다.

## 조문
제601조(무이자소비대차와 해제권) 이자없는 소비대차의 당사자는 목적물의 인도전에는 언제든지 계약을 해제할 수 있다. 그러나 상대방에게 생긴 손해가 있는 때에는 이를 배상하여야 한다.
제

第601條(無利子消費貸借와 解除權) 利子없는 消費貸借의 當事者는 目的物의 引渡前에는 언제든지 契約을 解除할 수 있다. 그러나 相對方에게 생긴 損害가 있는 때에는 이를 賠償하여야 한다.

## 참고 문헌
- 오현수, 일본민법, 진원사, 2014. ISBN 978-89-6346-345-2
- 오세경, 대법전, 법전출판사, 2014 ISBN 978-89-262-1027-7
- 이준현, LOGOS 민법 조문판례집, 미래가치, 2015. ISBN 979-1-155-02086-9
- 양장수. (1989, 7). 민법 제601조에 관한 소고. 고시계, 34(8), 148-156.

## 같이 보기
- 소비대차